# Moss (Computerspiel)
Moss ist ein Action-Adventure des US-amerikanischen Spieleentwicklers Polyarc, das am 27. Februar 2018 zuerst exklusiv für die PlayStation 4 erschien und den Besitz des Virtual-Reality-Headsets von PlayStation VR voraussetzt. Am 6. Juni 2018 folgte eine Portierung für Windows, welche die Virtual-Reality-Geräte Oculus Rift und HTC Vive unterstützt. Eine Portierung für das Standalone-Headset Oculus Quest erschien mit dessen Verkaufsstart am 21. Mai 2019 und enthielt ein exklusives neues Kapitel „Twilight Garden“, das erst fünf Wochen später für die anderen Plattformen freigegeben wurde.
Ein Nachfolger namens Moss 2 wurde im Rahmen von Sonys State of Play angekündigt.

## Handlung
Zu Beginn sitzt der Spieler in einer riesigen Bibliothek vor einem Märchenbuch mit dem Titel Moss. Während er in dem Buch blättert, beginnt eine Erzählerin die fantastische Geschichte der angehenden Mäusekriegerin Quill vorzutragen. Diese träumt davon, ihr kleines Dorf zu verlassen, um große Taten zu begehen. Nach einer kurzen Einführung wird der Spieler in das Buch hineingezogen und hilft Quill in ihrem Kampf gegen die bösartige Schlange Sarffog, die mit der Unterweltarmee der Geheimnisvollen die Heimat der Mäuse bedroht.

## Spielprinzip
Moss ist ein Action-Adventure, bei dem der Spieler nicht nur die Figur der Quill bewegt, sondern in einer Doppelrolle auch mit der Spielwelt selber agiert. Parallel zur direkten Steuerung der Maus werden die Bewegungen des Controllers im Raum erkannt, um die Position der Hände zu erkennen. In Form einer blau leuchtenden Energiekugel kann der Spieler so direkt als stummes Geisterwesen Türen öffnen, Schalter umlegen oder Blöcke bewegen, um beispielsweise die Überquerung eines unüberwindlich scheinenden Grabens zu ermöglichen.
Auch während der Kämpfe gegen die unterschiedlichen Gegner, die Quill mit einem Schwert angreift, kann der Spieler zusätzlich aktiv in das Geschehen eingreifen, beispielsweise die Mäusekriegerin heilen oder Gegner festhalten, damit diese leichter von Quill zu besiegen sind. Neben den Action-Elementen finden sich auch zahlreiche Jump-’n’-Run- und Puzzle-Einlagen, die sich zu Anfang auf einfache Verschieberätsel beschränken, im Verlauf des Spiels aber zunehmend komplexer werden. Auch in diesen Passagen ist der Spieler gefordert, gemeinsam mit Quill in einem Team zu agieren, um beispielsweise die Mäusedame auf eine Plattform zu steuern und dort einen Hebel betätigen zu lassen, während der Spieler selber an einer anderen Stelle des Bildschirms Seilzüge betätigt, um die Plattform zu aktivieren und Quill so das Fortkommen zu ermöglichen.

## Rezeption
Die Kritiken zur Veröffentlichung des Spiels waren überwiegend positiv. Bei Metacritic erlangt Moss eine Bewertung von 85/100 Punkten, basierend auf 64 Kritiken der internationalen Fachpresse. In den Bewertungen wird dabei besonders das eindrucksvolle VR-Erlebnis mit einer überzeugenden und detaillierten Spielwelt sowie die intuitive Steuerung und die sympathische Spielfigur hervorgehoben. Als Kritikpunkte werden die kurze Spielzeit von etwa drei bis vier Stunden, sowie die durchgehend sehr einfach gehaltenen Rätsel aufgeführt. Moss wurde bei den Game Critics Awards 2017 als bestes VR Spiel nominiert.

„Fazit: »Moss hat mich komplett verzaubert! Nach dem Abschluss des ersten Buches, mit dem das Abenteuer der tapferen Quill nach wenigen Stunden endet, wollte ich das Playstation-VR-Headset einfach nicht absetzen. Wie ein Kind, das nach dem Vorlesen noch nicht schlafen will, blätterte ich die Geschichte erneut ein paar Seiten zurück, um einige der schönsten Momente erneut erleben zu können..«“

„Fazit: »Liebevoll gestalteter Puzzle-Platformer in VR. Mit detailreicher Grafik und spannenden Rätseln, leider insgesamt etwas kurz.«“

„Fazit: »Moss hat es sehr schnell geschafft, mich für sich zu gewinnen. Sei es das Spielprinzip, bei dem ich zunächst sanft an die einzelnen Mechaniken herangeführt werde, sei es die süße kleine Heldin.«“